# Gêgê
Pour les articles homonymes, voir Gégé.
Admilson Estaline Dias Barros, surnommé Gêgê, aussi orthographié Gégé et Gege, (né le 24 février 1988 à Santiago au Cap-Vert) est un footballeur cap-verdien. Il évolue au poste de défenseur au CS Maritimo B, club du championnat portugais.

## Biographie

### Carrière en club
Ayant grandit dans le quartier de Tira Chapéu, Gêgê commence le football avec un des grands clubs de sa ville natale du FC Boavista. Il quitte ensuite le Cap-Vert pour continuer sa carrière au Portugal.
Il commence avec les équipes amateurs du Sporting Pombal et de l'Estrela da Amadora. Par la suite, il passe chez les professionnels avec le CD Trofense, puis le Sporting Covilhã. En 2012, il rejoint le CS Maritimo B dans le championnat du Portugal de football D2.

### Carrière en sélection
Gêgê joue son premier match international en 2011, année où il joue 5 matchs. Il jouera quatre autres matchs en 2012
Le 9 janvier 2013, il joue un match amical face au Nigeria où il sort à la 46e minute de jeu. En 2013, il fait partie des 23 joueurs retenus pour disputer la Coupe d'Afrique des nations 2013[réf. nécessaire]. Il joue contre l'Angola où il est remplacé par Ramilton Jorge Santos do Rosário à la 87e minute de jeu.